# Championnat de France des rallyes 2001
Navigation
Édition précédente Édition suivante
Le Championnat de France des rallyes 2001 s'est disputé sur dix épreuves et a vu le sacre de Sébastien Loeb sur une Citroën Xsara Kit-Car. Cette année-là, il fut parallèlement champion du monde JWRC aux commandes d'une Citroën Saxo S1600.

## Réglementation du championnat
voici quelques points principaux de la réglementation :
- Barème des points :

Les points sont attribués au scratch et à la classe selon le système suivant :
| Place   | 1er | 2e | 3e | 4e | 5e | 6e | 7e | 8e | 9e | 10e |
| ------- | --- | -- | -- | -- | -- | -- | -- | -- | -- | --- |
| Général | 20  | 16 | 14 | 12 | 10 | 9  | 8  | 7  | 6  | 5   |
| Classe  | 10  | 8  | 6  | 4  | 2  |    |    |    |    |     |

Seuls les sept meilleurs résultats sont retenues.
- Véhicules admis : 
 Autos conformes à la réglementation technique en cours des groupes A/FA (y compris les et les Kit-car), N/FN, F/F2000 et GT de série.
- Pneumatiques : 
 Ils sont limités à un quota de 14 pneus par épreuves.
- Parcours 
 Le kilométrage total chronométré doit être égal à 220 km à plus ou moins 10 %. Le nombre de passages dans une épreuve spéciale est limité à trois. Un rallye doit être composé d'au minimum 10 épreuves chronométrées.
- Reconnaissances : 
 Elles sont limitées à quatre passages par épreuve chronométré. Une pénalité est appliquée en cas d'infraction. Elle va selon la faute de 20 secondes à la mise hors-course.

## Rallyes de la saison 2001
| N° | Dates                     | Rallye                    | Vainqueur              | Copilote               | Voiture               |
| -- | ------------------------- | ------------------------- | ---------------------- | ---------------------- | --------------------- |
| 1  | 30 mars-1er avril         | Rallye Lyon-Charbonnières | Sébastien Loeb         | Daniel Elena           | Citroën Xsara Kit-Car |
| 2  | 4 mai-6 mai               | Tour auto de La Réunion   | Sébastien Loeb         | Daniel Elena           | Citroën Xsara Kit-Car |
| 3  | 18 mai-20 mai             | Rallye Alsace-Vosges      | Sébastien Loeb         | Daniel Elena           | Citroën Xsara Kit-Car |
| 4  | 22 juin-24 juin           | Rallye du Limousin        | Sébastien Loeb         | Daniel Elena           | Citroën Xsara Kit-Car |
| 5  | 20 juillet-22 juillet     | Rallye du Rouergue        | Jean-Marie Cuoq        | Laurent Magat          | Peugeot 306 Maxi      |
| 6  | 6 septembre-9 septembre   | Rallye du Mont-Blanc      | Sébastien Loeb         | Daniel Elena           | Citroën Xsara Kit-Car |
| 7  | 28 septembre-30 septembre | Rallye du Touquet         | Benoît Rousselot       | Gilles Mondésir        | Subaru Impreza WRC    |
| 8  | 12 octobre-14 octobre     | Rallye d'Antibes          | Sébastien Loeb         | Daniel Elena           | Citroën Xsara Kit-Car |
| 9  | 9 novembre-11 novembre    | Critérium des Cévennes    | Jean-François Mourgues | Guilhem Zazurca        | Subaru Impreza WRC    |
| 10 | 29 novembre-2 décembre    | Rallye du Var             | Stephane Sarrazin      | Jacques-Julien Renucci | Subaru Impreza WRC    |

## Classement du championnat
| Place | Pilote                  | Voiture                 | 1   | 2   | 3   | 4   | 5   | 6   | 7   | 8   | 9   | 10  | Points |
| ----- | ----------------------- | ----------------------- | --- | --- | --- | --- | --- | --- | --- | --- | --- | --- | ------ |
| 1er   | Sébastien Loeb          | Citroën Xsara Kit-Car   | 1er | 1er | 1er | 1er | ab  | 1er | ab  | 1er |     |     | 180    |
| 2e    | Pascal Enjolras         | Peugeot 306 Maxi        | 5e  |     | ab  | ab  | 2e  | 2e  | 2e  | ab  | 2e  |     | 110    |
| 3e    | Philippe Mermet         | Peugeot 306 Maxi        | 4e  |     | 3e  | ab  |     | 4e  |     | 3e  |     | 6e  | 93     |
| 4e    | Eric Fabre              | Citroën Saxo Kit-Car    |     |     |     |     |     |     | 4e  |     | 6e  | 4e  | 88     |
| 5e    | Serge Jordan            | Renault Clio II RS Gr N | ab  |     | 6e  | 6e  | 6e  | ab  | ab  | 6e  | ab  | ab  | 76     |
| 6e    | Jean-François Bérenguer | Citroën Saxo S1600      |     |     |     |     |     |     | 3e  |     | 3e  | 2e  | 72     |
| 7e    | Jean-Marie Cuoq         | Peugeot 306 Maxi        | ab  |     |     | 3e  | 1er | 3e  | ab  |     |     |     | 70     |
| 8e    | Gérard Maurin           | Ford Escort RS Cosworth | 6e  |     | 5e  | ab  | 7e  | 17e |     |     |     |     | 61     |
| 9e    | Serge Bernardin         | Renault Maxi Megane     | 8e  |     | 11e | 5e  | 5e  | 11e |     |     |     |     | 57     |
| 9e    | Serge Bernardin         | Subaru Impreza WRC      |     |     |     |     |     |     |     |     |     | 7e  | 57     |
| 10e   | Thierry Dard            | Honda Civic Vti Gr N    | ab  |     | 34e | 32e | 39e | 38e | 38e | ab  | 57e | 36e | 56     |

## Autres championnats/coupes sur asphaltes
- Trophée Férodo :
  - 1er Gérard Maurin sur Ford Escort RS Cosworth avec 90pts
  - 2e  Serge Bernardin sur Renault Maxi Megane avec 84pts
  - 3e  Pascal Enjolras sur Peugeot 306 Maxi avec 80pts
- Championnat de France Super 1600 :
  - 1er Eric Fabre sur Citroën Saxo S1600 avec 68pts
  - 2e  Jean-François Bérenguer sur Citroën Saxo S1600 avec 60pts
  - 3e  Fabien Véricel sur Citroën Saxo S1600 avec 60pts
- Championnat de France des Rallyes-Copilotes :
  - 1er Daniel Elena avec 180pts
  - 2e  Pierre-Bernard Guérin avec 110pts
  - 3e  Gérard Clerton avec 93pts
- Volant Peugeot 206 :
  - 1er Lionel Montagne avec 150pts
  - 2e  Guyhlem Dussaucy avec 143pts
  - 3e  Noel Tron avec 133pts
- Challenge Citroën Saxo :
  - 1er Fabrice Roy avec 203pts
  - 2e  Marc Amourette avec 150pts
  - 3e  Thierry Monnet avec 143pts
- Trophée Citroën Saxo T4 :
  - 1er Jérome Jacquot avec 237pts
  - 2e  Stéphane Ducourneau avec 215pts
  - 3e  Patrick Henry avec 200pts